# Route nationale 29 (Maroc)
Pour les articles homonymes, voir N29 et Route nationale 29.
La route nationale 29 relie Kassita à Ezzhiliga. Elle fait 607 km de long. Elle passe principalement par Taza, Imouzzer Marmoucha, Sidi Yahya Ou Saad, Khénifra et Aguelmous.

## Description
Depuis la nouvelle numérotation la N29 fait partie des nouvelles routes nationales introduites par le gouvernement. Ces nouvelles routes reprennent le tracé des anciennes routes nationales ou des routes régionales.
Dans le cas de la N29 son tracé reprend : 
L'ex 505 qui reliait la ville de Kassita à Taza devenue une voie rapide. L'ex 507 qui reliait Taza à Djebel Bouiblane en passant par Maghraoua. L'ex 5515 qui reliait Djebel Bouiblane à Aïn Makhlouf en passant par Immouzer Marmoucha. En partie l'ex 502 entre Aïn Makhlouf et Boulemane. En partie l'ex 503 entre Boulemane Boulâajoul et Ben Khlil. En partie l'ex 407 entre Khénifra et Aguelmous. Une partie de l'ex 712 entre Aguelmous et Moulay Bouazza. Et enfin l'ex 7300 entre Sebt Aït Rahhou et Ezzhiliga.

## Tracé

### Tronçon Kassita - Taza
Le tronçon reliant la ville de Kassita à Taza est longue de 92 km. Il passe par le village d'Aknoul.
Le tracé est en 2x2 voies entre Kassita et Taza depuis 2019, faisant passer le temps de trajet d'Al Hoceïma à Taza d'un peu plus de 4 heures à désormais 2h30. Ce nouveau tronçon permet le désenclavement de régions isolées du Rif, notamment celle de Gzenaya, et fut rénovée dans l'optique du développement économique de la façade maritime nord.

### Section Taza - Immouzer Marmoucha
Le tronçon reliant la ville de Taza au village d'Immouzer Marmoucha est longue de 146 km. Il passe par les villages de Maghraoua, Djebel Bouiblane . Il est aménagé dans son intégralité en 2x1 voie.
Le tronçon dessert des régions également assez isolées et très peu peuplées mais en proie à un développement du tourisme notamment du tourisme vert, autour du parc national de Tazekka (Ras El Ma, Bab Boudir, Grottes Friouato) jusqu'à Maghraoua et Imouzzer Marmoucha, au coeur du Moyen-Atlas.
- Taza
- Intersection et tronc commun de 2 km avec la N6 : Guercif / Taourirt / Oujda
- Maghraoua
- Tmourghout
- Djebel Bouiblane
- Immouzer Marmoucha

### Tronçon Immouzer Marmoucha - Khénifra
La section reliant la ville d'Immouzer Marmoucha à Khénifra est longue de 239 km. Il passe par les villages de Zaïda , de Sidi Yahya ou Saad et de Ben Khlil. Il est aménagé dans son intégralité en 2x1 voie.
- Immouzer Marmoucha
- Aït Makhlouf
- Intersection et début de la 606 : Outat El Haj
- Intersection du tronc commun de 16 km avec la N4 : Boulemane / Séfrou / Fès
- Intersection et tronc commun de 9 km avec la N13
- Zaïda
- Intersection et début de la 3214 : Sidi Yahya Ou Saad / Tizi Nisli
- Ben Khlil
- Intersection et début du tronc commun de 26 km avec la N8 : Khénifra / Béni Mellal / El Kelaâ des Sraghna / Marrakech
- Tighssaline
- Lahri
- Khénifra

### Tronçon Khénifra - Ezzhiliga
Le dernier tronçon relie la ville de Khénifra à Ezzhiliga sur une distance totale de 126 km. Il passe par le village d'Aguelmous et la ville de Moulay Bouazza. Il est aménagé dans son intégralité en 2x1 voie.
- Khénifra
- Intersection et tronc commun de 26 km avec la N8 : Azrou / Ifrane / Immouzer-Kandar / Fès
- Intersection et début de la 710 : Bejaâd
- Aguelmous
- Intersection , début de la 407 : Oulmès / Maâziz / Sidi Allal Bahraoui (N6) et début de la 712 : Boufakrane
- Had Bouhssoussen
- Moulay Bouazza
- Intersection et début de  la 311 en tronc commun sur 7 km : Oued Zem et intersection et début de la 701 : Oulmès / Meknès
- Intersection et fin du tronc commun de 7 km avec la 311 : Oued Zem
- Sebt Aït Rahhou
- Intersection avec la N25 : Rabat / Ain El-Aouda / Rommani / Oued Zem
- Ezzhiliga